# Wojciech Wardacki
Wojciech Wardacki (ur. 28 kwietnia 1960 w Nowem) – polski ekonomista, menedżer i polityk, doktor nauk ekonomicznych, poseł na Sejm I kadencji.

## Życiorys
Ukończył w 1983 studia na Wydziale Inżynieryjno-Ekonomicznym Transportu Politechniki Szczecińskiej, następnie uzyskał stopień doktora nauk ekonomicznych. Do 1995 był pracownikiem naukowym, najpierw Politechniki Szczecińskiej, a od 1985 Uniwersytetu Szczecińskiego. Pełnił funkcję posła na Sejm I kadencji z listy Kongresu Liberalno-Demokratycznego. Do 1993 należał do KLD, następnie przeszedł do ZChN. Od 2004 był związany z Prawem i Sprawiedliwością, z list którego ubiegał się o mandat posła do Parlamentu Europejskiego.
W 1994 rozpoczął pracę w państwowych spółkach. W drugiej połowie lat 90. był doradcą prezesa i członkiem rady nadzorczej Polskich Kolei Państwowych. W latach 2005–2006 kierował Zakładami Chemicznymi Zachem S.A. w Bydgoszczy. W 2006 objął stanowisko członka zarządu kontrolowanej przez Skarb Państwa spółki akcyjnej Ciech, odwołany przez walne zgromadzenie w 2008. W 2010 został zawodowym lobbystą.
W kwietniu 2016 został powołany na stanowisko prezesa zarządu Zakładów Chemicznych Police, stanowisko to zajmował do kwietnia 2021. W grudniu 2016 objął również funkcję prezesa zarządu Grupy Azoty, którą pełnił do października 2020.
Został też członkiem Komitetu Chemii Polskiej Akademii Nauk.

## Wyróżnienia
- Nagroda „Bursztyn Polskiej Gospodarki 2017”, przyznana „za konsekwentne i skuteczne budowanie wizerunku polskiej chemii”[6].